# Johannes Agricola

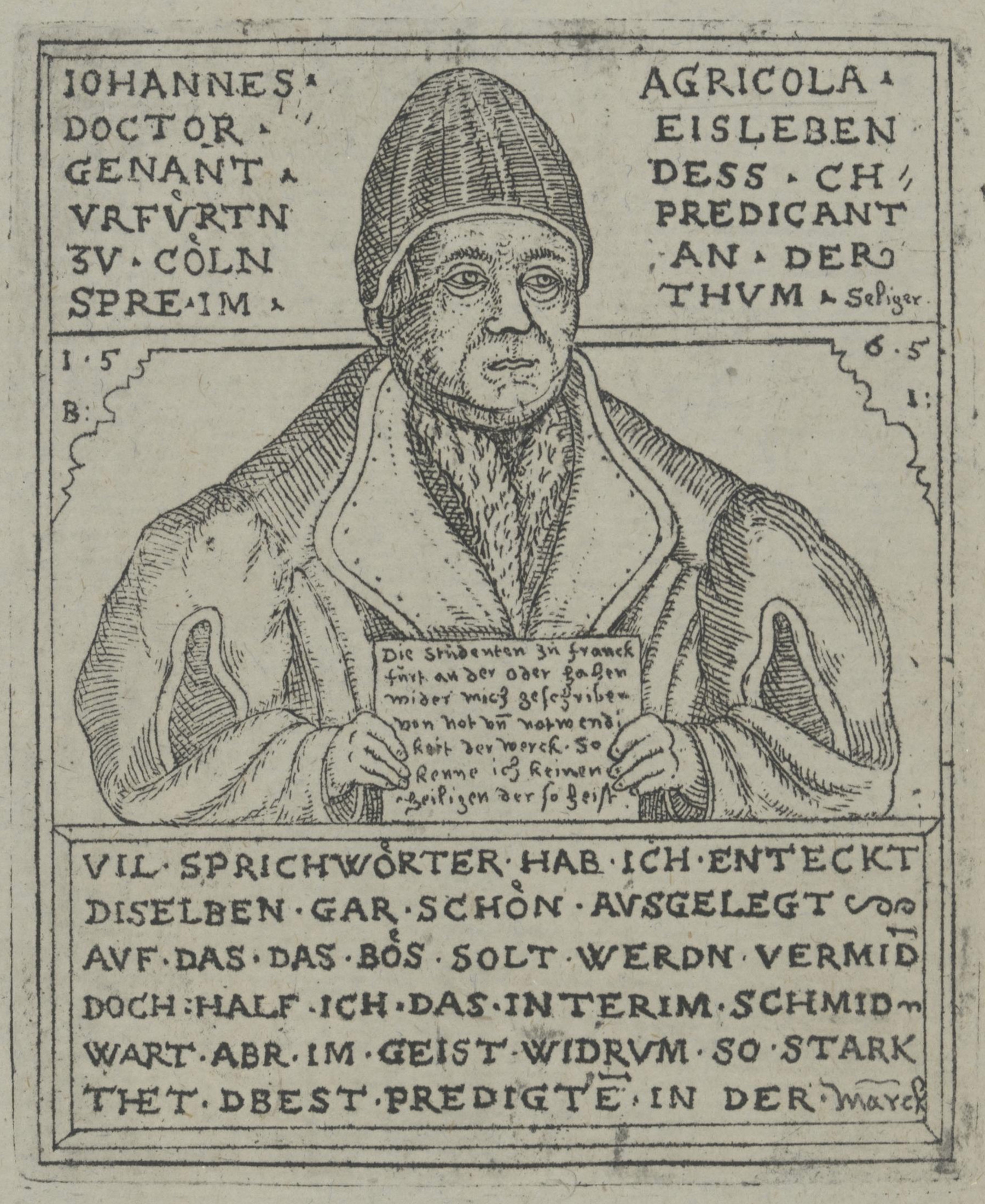
Johannes Agricola, Holzschnitt von Balthasar Jenichen, 1565

Johannes Agricola (lateinisch Agricola ‚Bauer‘; * 20. April 1494 in Eisleben; †  22. September 1566 in Berlin) war deutscher Reformator und enger Vertrauter Martin Luthers. (Einige Quellen geben 1490 oder 1492 als Geburtsjahr an.)
Geläufige Varianten seines Namens sind Johann Schneider (oder Schnitter, Sneider, Schneyder), Johannes Eisleben oder Magister Islebius (nach seiner Heimatstadt) oder Hans Bauer (Rückübersetzung des latinisierenden Johannes Agricola).

## Leben

### Ausbildung
Johann wurde als Sohn des Schneidermeisters Albrecht Schnitter in Eisleben 1494 geboren. Zunächst besuchte er das Martineum Braunschweig und wechselte 1506 auf eine Schule in Leipzig. Im Wintersemester 1509 immatrikulierte er sich an der Universität Leipzig, um ein Studium an der artistischen Fakultät zu beginnen.
Nach der Beendigung seines Studiums mit dem Erwerb des ersten akademischen Grades, des Baccalaureats, wurde er Lehrer in Braunschweig. Im Frühling 1516 immatrikulierte er sich abermals, diesmal an der aufblühenden Universität Wittenberg, wo er ein begeisterter Schüler Martin Luthers wurde. Zunächst ließ er sich an der artistischen Fakultät eintragen, wo ihm Anfang 1518 der akademische Magistergrad verliehen wurde. Dabei lernte er auch Philipp Melanchthon kennen, mit dem er am 13. Oktober 1519 das Baccalaureat der Theologie erwarb.

### Wirken in der Reformation

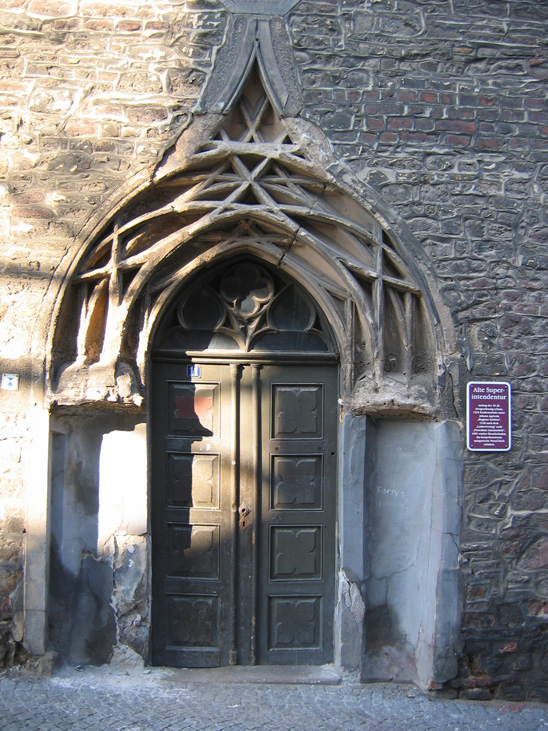
Portal der Superintendentur in Eisleben

Mit dem Erwerb der akademischen Grade hielt er Vorlesungen an der theologischen Fakultät, war Vorsteher am Pädagogium der Universität und betätigte sich als Prediger. Bereits 1518 gab er Luthers Version des Vater-Unsers heraus. Agricola erlebte während seiner Studienzeit die Veröffentlichung der 95 Thesen und die Leipziger Disputation als Luthers Sekretär.
Auch war er zugegen, als Luther am 10. Dezember 1520 vor dem Elstertor die Bannandrohungsbulle Exsurge Domine des Papstes Leo X. verbrannte. Schließlich half er mit, den Dekretalenband zu beschaffen, der ebenfalls ein Opfer der Flammen wurde. Während der Abwesenheit Luthers auf der Wartburg begann Agricola 1521 ein Studium der Medizin, wandte sich aber nach zwei Jahren – auf Einsatz seiner Frau und Justus Jonas des Älteren – wieder der Theologie zu. Er veröffentlichte 1525 einen Kommentar zum Lukasevangelium und legte die an der Artistenfakultät Melanchthons 1520 erschienene Dialektik aus.
Da Agricola kein ordentliches Lehramt in Wittenberg finden konnte, wurde er 1525 Pfarrer an der St. Nicolaikirche und Leiter der neu gegründeten Lateinschule St. Andreas im Haus der Alten Superintendentur in Eisleben. In Eisleben entwickelte er die erste Schulordnung und schrieb 1526 einen lateinischen und 1527 einen deutschen Katechismus. Des Weiteren trat er als Übersetzer, Ausleger der Heiligen Schrift und vor allem als Sammler deutscher Sprichwörter hervor.
Agricola wurde als tüchtiger Prediger geschätzt. So begleitete er den Kurfürsten Johann den Beständigen von Sachsen als kurfürstlich-sächsischer Hofprediger auf die Reichstage in Speyer 1526 und 1529 und in Augsburg 1530. Weiterhin arbeitete er auch am Augsburger Glaubensbekenntnis, der Confessio Augustana, mit, in dem die Grundlehren der lutherischen Kirche formuliert wurden.
Als 1527 die ersten Kirchenvisitationen der sächsischen Kurkreise begannen, kam es zum ersten Konflikt mit Luther und Melanchthon. Melanchthon hatte in einem internen Arbeitspapier notiert, dass Unbußfertige unter Berufung auf die Drohung des göttlichen Gesetzes zur Buße zu treiben wären. Dies gelangte in Agricolas Hände, der dagegen intervenierte und erst durch Luther zu Ruhe gemahnt werden konnte, der sich hinter Melanchthon stellte, um die Arbeit an den Kirchenvisitationen, die Luther selbst angeregt hatte, nicht zu beeinträchtigen.
1536 gab Agricola wegen der Spannungen mit dem Landesherrn, dem Grafen Albrecht VII. von Mansfeld, sein Amt in Eisleben auf. Er übersiedelte mit seiner Familie nach Wittenberg und fand zunächst im Hause Luthers Aufnahme. In Wittenberg vertrat nun Agricola Luther bei seinen Gottesdiensten und Vorlesungen. Als Luther von einer Tagung des Schmalkaldischen Bundes 1537 zurückkehrte, begann ein eigener Weg Agricolas, von dem sich zunächst Johannes Bugenhagen distanzierte. In weiteren Disputationen wurde der Streit mit Luther zeitweise versöhnlich, dann wieder kontrovers geführt. Schließlich griff der kurfürstliche Hof ein und beschränkte Agricolas Aufenthalt auf Wittenberg. Da Agricola erkannte, dass er bei Fortführung des Streits nur verlieren konnte und die Existenz seiner Familie gefährdete, verließ er Mitte August heimlich Wittenberg und wurde vom Kurfürsten Joachim II. von Brandenburg angeworben.
An dessen neu eingerichteter Dom- und Schlosskirche wirkte er als Oberhofprediger, Generalsuperintendent und Visitator mit an der Errichtung der evangelischen Kirche Brandenburgs. Trotz eines gedruckten Widerrufs 1541 blieb die persönliche Aussöhnung mit Luther aus. 1541 nahm Agricola am Reichstag in Regensburg teil. 1548 arbeitete er in Augsburg neben Julius von Pflug, Bischof von Naumburg-Zeitz, und Michael Helding, Titularbischof von Sidon, in einer von Kaiser Karl V. berufenen Kommission mit, die einen Kompromiss für die vorläufige Ordnung der Religionsverhältnisse erarbeitete. Dass in diesem Kompromiss auf fundamentale protestantische Forderungen verzichtet wurde, wurde ihm von anderen Reformatoren zum Vorwurf gemacht und brachte ihm den lauten Hohn und Spott der Protestanten ein. In die meisten der nun folgenden theologischen Streitigkeiten des Luthertums (Antinomistischer Streit) mit verwickelt, konnte Agricola den Einfluss der Philippisten in der Mark zugunsten der Gnesiolutheraner wenige Jahre vor seinem Tode endgültig beseitigen.
Agricola fertigte auch eine Sammlung von 300 deutschen Sprichwörtern an, die 1529 erschien. Dieser ersten Sammlung folgte ein zweiter Teil mit 450 Sprichwörtern. Beide Teile vereinigte Agricola 1534 zu einem Werk mit dem Titel Sybenhundert und Funfftzig Teutscher Sprichwörter, verneuwert und gebessert.
Er starb 1566 während einer Pestepidemie in Berlin.

## Genealogie
Agricola heiratete 1520 in Wittenberg Else Moshauer. 1536 waren neun Kinder geboren, von denen die Namen der Söhne Hans Albrecht (* 1528), Philipp und Johann Agricola Eisleben junior bekannt sind.

## Werke
- Drehundert gemener Sprickwörde, der wy Düdschen uns gebruken, unde doch nicht weten worher se kamen. Magdeburg 1528.
- Das ander teyl gemainer Tewtscher Sprichwörter, mit jhrer außlegung hat fünffthalb hundert newer Wörtter. Nürnberg 1530.
- Sybenhundert vnd Fünfftzig Teütscher Sprichwörter, verneüwert vnd gebessert. Hagenau 1534. Volltext
- Ich ruf zu dir, Herr Jesu Christ (EG 343; Zuschreibung nicht sicher)
  - Band 1, 1686
  - Band 2, 1686
  - Band 3, 1686